# 筒蛎总科
筒蛎总科（学名：Clavagelloidea）是笋螂目下的一个科。

## 下属分类
本科包括以下属：
- 筒蛎科 Clavagellidae d'Orbigny, 1844
- Penicillidae Gray, 1858